# Okręg wyborczy nr 26 do Sejmu Polskiej Rzeczypospolitej Ludowej (1989–1991)
Okręg wyborczy nr 26 do Sejmu Polskiej Rzeczypospolitej Ludowej (1989–1991) obejmował Choszczno oraz gminy Barlinek, Bierzwnik, Boleszkowice, Dębno, Dobiegniew, Drawno, Drezdenko, Krzęcin, Myślibórz, Nowogródek Pomorski, Pełczyce, Recz, Stare Kurowo, Strzelce Krajeńskie i Zwierzyn (województwo gorzowskie). W ówczesnym kształcie został utworzony w 1989. Wybieranych było w nim 2 posłów w systemie większościowym.
Siedzibą okręgowej komisji wyborczej było Choszczno.

## Wybory parlamentarne 1989

### Mandat nr 103 –Polska Zjednoczona Partia Robotnicza
| Kandydat | I tura | I tura | II tura | II tura |
| Kandydat | Głosów | %      | Głosów  | %       |
| --- | ------ | ------ | ------- | ------- |
| Lucjan Chojecki                                                                                               | 16 835 | 28,11  | 13 030  | 50,17   |
| Janina Dziełak-Grześkowiak                                                                                    | 12 374 | 20,66  | 10 433  | 40,17   |
| Kazimiera Kwiatosz                                                                                            | 11 097 | 18,53  | —       | —       |
| Liczba głosów ważnych: 59 884 (I tura) • 25 974 (II tura) Źródło: Państwowa Komisja Wyborcza I tura i II tura |        |        |         |         |

### Mandat nr 104 – bezpartyjny
| Kandydat                                                         | Głosów | %     |
| ---------------------------------------------------------------- | ------ | ----- |
| Włodzimierz Mokry                                                | 33 143 | 60,10 |
| Grażyna Wojciechowska                                            | 8457   | 15,34 |
| Waldemar Woś                                                     | 4138   | 7,50  |
| Ryszard Diaków                                                   | 3380   | 6,13  |
| Janusz Kleka                                                     | 3185   | 5,78  |
| Liczba głosów ważnych: 55 146 Źródło: Państwowa Komisja Wyborcza |        |       |